# يوي ساكاي
يوي ساكاي (باليابانية: 酒井裕唯؛ بالكانا: さかい ゆい) هي متزلجة على مسار قصير يابانية، ولدت في 7 ديسمبر 1987 في ناغانو في اليابان.

## وصلات خارجية
- يوي ساكاي على موقع SpeedSkatingBase.eu (الإنجليزية)
- يوي ساكاي على موقع SpeedSkatingNews.info (الإنجليزية)
- يوي ساكاي على موقع ShortTrackOnLine.info (الإنجليزية)
- يوي ساكاي على موقع اللجنة الأولمبية الدولية (الإنجليزية)
- يوي ساكاي على موقع أوليمبيديا (الإنجليزية)